# Coatlán del Río
Coatlán del Río là một đô thị thuộc bang Morelos, México. Năm 2005, dân số của đô thị này là 8181 người.